# Torre Punta Reforma

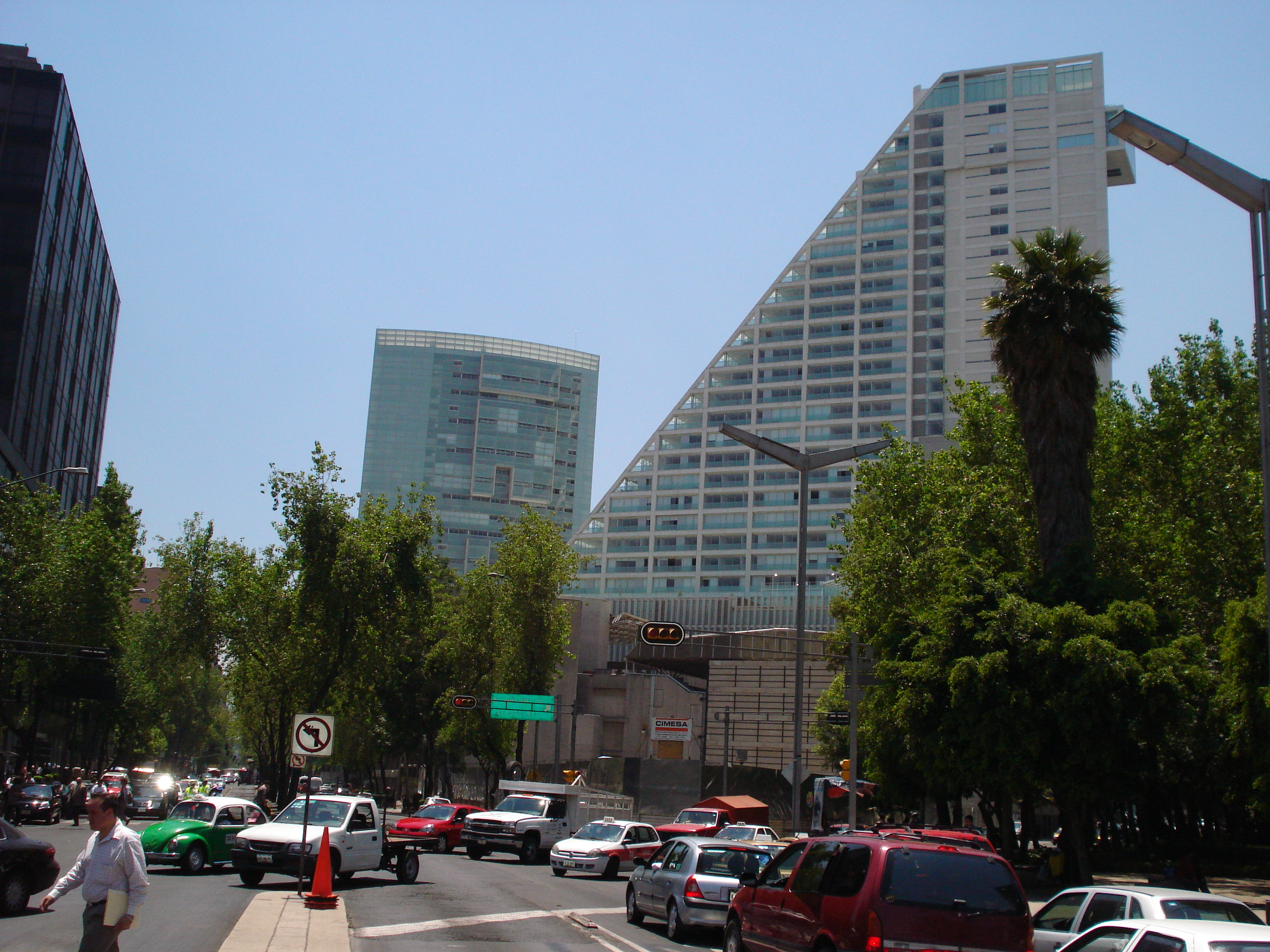
Torre Punta Reforma en Paseo de la Reforma, a la derecha el complejo Reforma 222.

Reforma 180 es un rascacielos ubicado en el cruce de la Avenida de los Insurgentes y Paseo de la Reforma #180, Colonia Juárez, en la alcaldía Cuauhtémoc la torre es uno de los rascacielos más modernos de Latinoamérica no solo por la forma futurista con la que contará el edificio, sino por ser el primer edificio en México que cuenta, desde su concepción con la certificación Leadership in Energy & Environmental Design (LEED) Platinum NC que otorga el U.S Green Building Council (USGBC), lo cual lo define como un edificio verde de alto desempeño.
El edificio alberga oficinas corporativas, comercios y un estacionamiento totalmente robotizado. Es una obra de ZVA Group Arquitectos (Sergio Zepeda y Monique Veraart).
Para el Piso 36, se encargó un business center y suite en el espacio resultante entre el helipuerto y la azotea, los Arquitectos Coss & Bodin en colaboración con Colors NY propusieron a los Ingenieros Colinas de Buen un volumen volado (caja de cristal) de seis metros que sustituye el peso (Viga Vierendeel) de los equipos que originalmente estaban programados en este espacio, a este cuerpo se le sobrepone una segunda "caja de cristal" en el sentido opuesto para estabilizar, misma que alberga la suite.
La constructora del edificio será Cimesa y los que desarrollarán el rascacielos serán, Reforma Bicentenario, quienes a partir de noviembre de 2010, tomaron la obra; después de que la Desarrolladora Almena, S.A. de C.V. supuestamente presentara problemas por la crisis de 2008.
La construcción comenzó en abril de 2008 y tuvo fin en el 2014, el complejo incluirá un restaurante, un centro comercial y áreas de entretenimiento.

## La Estructura arquitectónica
- Su altura será de 163.7 metros[1] hasta el punto más elevado, y hasta el techo será de 168 metros con 37 pisos de los cuales tendrá 9 sótanos subterráneos.

- El área total de la torre será de: 87,000 m² y la altura de piso a techo será de 4 metros.

## Detalles importantes
- Tiene alrededor de 14 elevadores (ascensores), estos alcanzarán un máximo de avance de 6,8 metros por segundo.
- Las torre tendrá una forma dinámica, dimensional y delgada para proporcionarles una mayor estabilidad, debido a la zona sísmica en la que se encontrará.
- Estará a lado del complejo Reforma 222.
- El edificio podrá soportar un sismo de 8.5 en la escala de Richter.
- Cabe destacar que la Reforma 180 es de los nuevos rascacielos del Paseo de la Reforma junto con, Torre Bicentenario, Edificio Reforma 222 Torre 1, Reforma 222 Centro Financiero, Edificio Reforma 243, Torre Magenta, Edificio Reforma 90, Torre HSBC, Torre Libertad, Edificio Reforma 243, Torre Florencia y Torre Reforma.
- Será considerado un edificio inteligente, debido a que el sistema de luz es controlado por un sistema llamado B3, al igual que el de Reforma 222 Centro Financiero, Torre Ejecutiva Pemex, World Trade Center México, Torre Altus, Arcos Bosques, Arcos Bosques Corporativo, Torre Latinoamericana, Edificio Reforma 222 Torre 1, Haus Santa Fe, Edificio Reforma Avantel, Residencial del Bosque 1, Residencial del Bosque 2, Torre del Caballito, Torre HSBC, Panorama Santa fe, City Santa Fe Torre Amsterdam, Santa Fe Pads, St. Regis Hotel & Residences, Torre Lomas.

Será el más alto en 2014.

## Datos clave
- Altura: 163.7 metros[1]
- Espacio total: 135,000 m².
- Espacio de oficinas: 65.135 m².
- Pisos: 37 niveles.
- Condición: En operación
- Rango:
  - En México: 28º lugar[1]
  - En Ciudad de México: 17º lugar[1]
  - En la Avenida el Paseo de la Reforma: 2011: 5º lugar